# Łuk refleksyjny

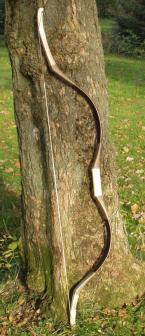
Łuk refleksyjny

Łuk refleksyjny (odwracalny) – odmiana łuku krzywego (inaczej azjatyckiego, wschodniego), rozpowszechniona wśród koczowników żyjących na Wielkim Stepie (m.in. Scytów, Sarmatów, Partów, Hunów, Awarów, Mongołów, Turków, Protobułgarów, Madziarów, Połowców, Pieczyngów, Chazarów), na Bliskim Wschodzie, w Indiach, aż po Koreę, a w krajach arabskich po Półwysep Iberyjski na zachodzie i Mali na południu.

## Budowa prosta
Była to skomplikowana konstrukcja. Jego łęczysko składało się z wielu sklejanych ze sobą kawałków drewna i ścięgien zwierzęcych. Zaczepy na cięciwę (rogi) i majdan wzmacniano płytkami rogu lub kości. Przy zdjętej cięciwie oba końce łęczyska były wyraźnie zagięte do przodu, przez co, aby założyć cięciwę i nadać broni właściwy kształt, potrzebna była dość duża siła i zręczność.
Łuk refleksyjny posiadał ze wszystkich łuków największy zasięg, do 500 m (odmiana turecka – 700 m), zaś jego wykonanie zajmowało wykwalifikowanemu rzemieślnikowi kilka miesięcy żmudnej pracy, a po złamaniu łuk nie nadawał się do naprawy.
W zależności od tego czyją był bronią: (piechoty lub jazdy), jego długość całkowita wahała się w granicach 100-160  cm.

## Proces wykonania łuku refleksyjnego, trójwarstwowego
Podstawową częścią łuku było łęczysko z drewna, które składało się z kilku części – z majdanu, płaskich ramion z pewnego gatunku klonu, brzozy lub innego drewna oraz rogów z zaczepami na cięciwę. Wszystkie te części sklejano. Następnie do ramion łęczyska po stronie brzuśca (zwróconej do strzelca) przyklejano pasmo rogowe bawole, a po stronie grzbietowej (zwróconej do celu) – pasmo ścięgniste. Klej zwierzęcy odpowiednio spreparowany do sklejenia kolejnych warstw zachowywał również właściwości elastyczne nawet po wyschnięciu. Pasmo ścięgniste ochraniano przed wilgocią przez naklejanie cienkiej warstewki kory brzozowej. Grzbietową stronę łuku najczęściej ozdabiano, pokrywano barwnym lakierem (karmazynowym, brązowym, czarnym), złocono ornamentem arabeskowym z drobnymi stylizowanymi kwiatkami, medalionami i innymi wzorami. Na granicy twardych rogów z drewna i giętkich ramion po stronie brzuśca przyklejano pod pętle cięciwy wsporniki kościane. Gotowy łuk w podwyższonej temperaturze stopniowo wyginano w celu nadania mu kształtu refleksyjnego, odwrotnego niż to potrzebne przy napinaniu łuku. W takim stanie pozostawał przez okres jednego roku w pomieszczeniu suchym o temperaturze pokojowej. Po tym czasie zakładano ostrożnie cięciwę i stopniowo przyzwyczajano go znowu do napinania.

## Budowa łuku refleksyjnego z XVII w.
Podstawowym materiałem było drewno jesionowe lub wiązu górskiego (brzostu). Łuk otrzymywał lekko zakrzywiony kształt refleksyjny przez prażenie, a następnie przez naginanie i suszenie celem zachowania uzyskanej krzywizny. Od strony grzbietowej łęczyska drewnianego przyklejano pasmo ścięgniste, a następnie nakładano luźno lub klejem umocowano pasmo rogowe. Cały łuk owijano ściśle cienką, gładką, skórą koloru brązowego, zeszytą wzdłuż brzuśca. Podkładka płócienna przyklejona od spodu skórki po stronie grzbietowej łuku chroniła ją od zniszczenia przez tarcie pasma rogowego podczas pracy łuku. Na zgięciach, w okolicy zaczepów na cięciwę (rogów), dwie skuwki z cienkiej blachy mosiężnej wzmacniały w tym miejscu ramiona i służyły również jako podkładki pod cięciwę. Na majdan nakładano skuwkę z blachy miedzianej. Metalowe wzmocnienia pokrywały wzdłuż wszystkie ornamenty rytowane. Długość po linii krzywej – ok. 145 cm.

## Porównanie łuku prostego i refleksyjnego
Siła naciągu łuków prostych (równikowych) zaczyna się niemal od punktu zerowego, gdyż cięciwa jest założona luźno lub tylko lekko naprężona. Tymczasem należy użyć sporo siły, aby odgiąć ramiona łuku refleksyjnego (odwracalnego) celem założenia cięciwy. A więc początkowa siła naciągu jest już znaczna. Napinając łuk refleksyjny można zauważyć, że wewnętrzne jego części po stronie rogowej są przy napinaniu ściskane, zewnętrzne zaś pasmo ścięgniste po stronie grzbietowej jest przy tym rozciągane. Azjaci wprowadzili do łuku refleksyjnego jeszcze jedno udoskonalenie. Dodano sztywne zakończenia ramion z zaczepami na cięciwę i podkładkami (wspornikami) umieszczonymi poniżej. W początkowej fazie naciągania takiego łuku działa tylko cześć cięciwy, w drugiej odginają się zakończenia łuku, zwalniając całą cięciwę. Łuk taki pracuje na zasadzie zmiennej długości cięciwy. Energia jego jest więc znacznie większa niż łuków refleksyjnych nieposiadających wspomnianych udoskonaleń. Dlatego nazywa się go łukiem retrofleksyjnym.
Charakterystyczne bardzo silne wygięcie końców ramion łuku ku przodowi pozwala na szybsze skrócenie cięciwy w momencie wyrzutu strzały, co bardzo przyspiesza lot i zwiększa siłę przebicia. Dlatego też strzały wyrzucone z łuków refleksyjnych lub retrofleksyjnych znacznie przekraczają donośność łuku prostego.

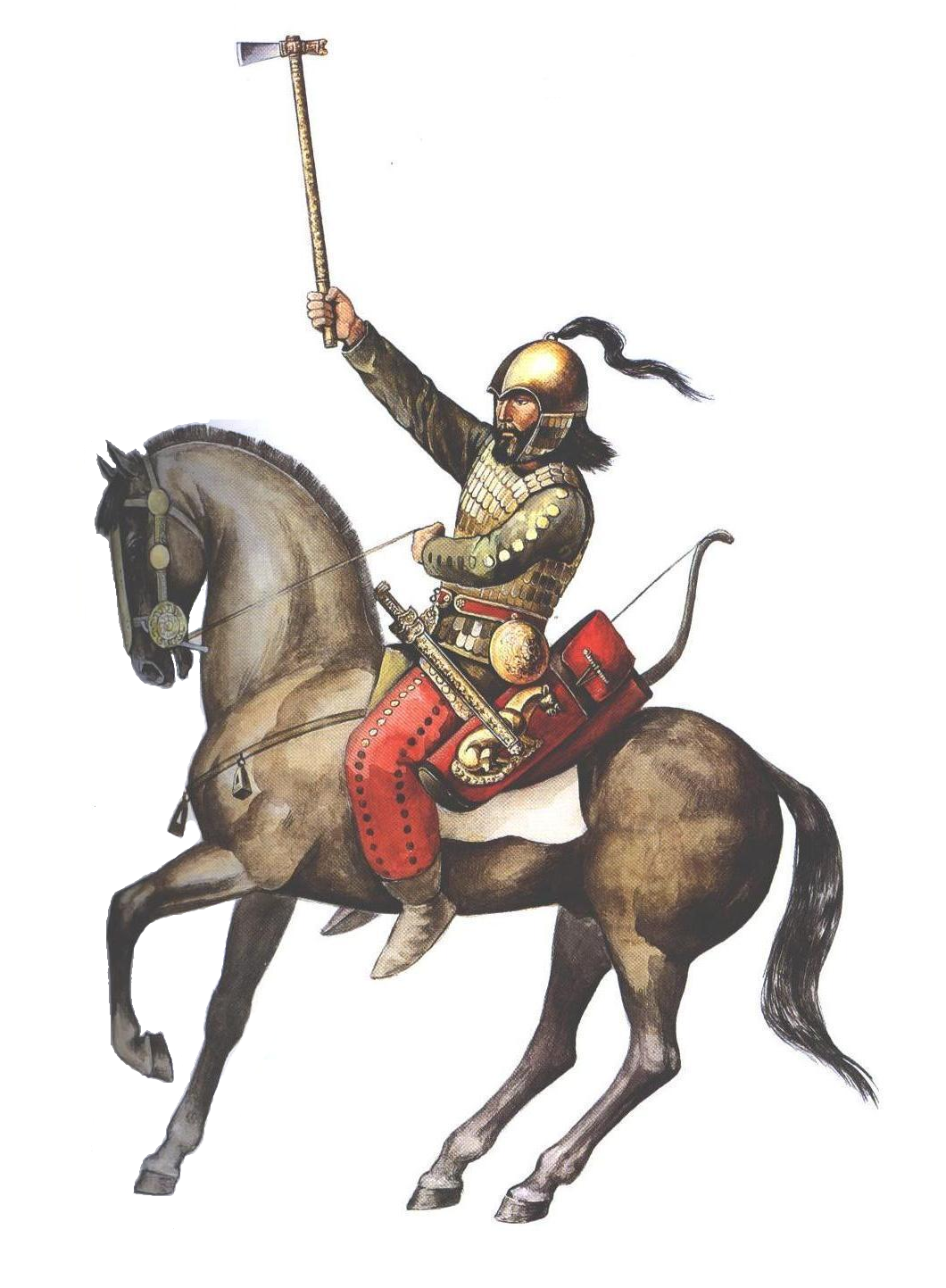
Wojownik scytyjski – widoczny łuk w gorytos przy pasie z lewej strony.

## Sposoby noszenia
- Kołczan ze strzałami na pasie u prawego boku ukośnie do tyłu z lotkami ku górze.
- Łuk (broń) w futerałach (sajdak, łubia lub gorytos) na plecach lub przy pasie u lewego boku.

## Łuk refleksyjny w Polsce
W Polsce w XVI-XVIII w. broni tej używała jazda lekka wołoska, tatarska, kozacka (później walcząca jak pancerni), wolentarze, Kozacy zaporoscy, i czasem husaria. Uważany był też, obok szabli, za jeden z atrybutów szlachty.